# Vilnia
Vilnia (litauiska: Vilnia eller Vilnelė; vitryska: Вільня, Vilnja; polska: Wilenka eller Wilejka) är en mindre flod i Litauen. Den rinner upp nära byn Vindžiūnai, 5 kilometer söder om Šumskas, nära den vitryska gränsen och är under 13 km gränsflod mellan de båda länderna. Vilnia är 80 kilometer lång och dess avrinningsområde är 624 km². Den går samman med Neris vid Vilnius, som förmodligen har fått sitt namn efter floden.